# Mana (Guyana francese)
Mana è un comune francese situato nella Guyana francese, fondato nel 1828 dalla religiosa francese Anne-Marie Javouhey.